# Karmapa International Buddhist Institute
Karmapa International Buddhist Institute (w skrócie KIBI) – buddyjski uniwersytet w Nowym Delhi, Indie.
KIBI należy do szkoły karma kagyu tradycji buddyzmu tybetańskiego, przynależy do 17 Karmapy Taje Dordże.
Od 1990 roku, KIBI prowadzi 4-letni program, który kończy się uzyskaniem tytułu Bachelor of Arts w filozofii nauk buddyjskich.
Instytut naucza filozofii buddyjskiej i języka tybetańskiego.
Głównym nauczycielem jest Khenpo Chödrak Tenphel Rinpoche.